# 千渭街道
千渭街道，是中华人民共和国陕西省宝鸡市陈仓区下辖的一个乡镇级行政单位。

## 行政区划
千渭街道下辖以下地区：
宝鸡酒精厂社区、道南社区、道北社区、双欧集团社区、渭阳柴油机厂社区、群力无线电器材厂社区、厂区街道社区、光芒村、大众村、水莲寨村、屈家村和李家崖村。